# Giro d'Italia de 1931
Giro d'Italia de 1931 foi a décima nona edição da prova ciclística Giro d'Italia (Corsa Rosa), realizada entre os dias 10 e 31 de maio de 1931.
A competição foi realizada em 12 etapas com um total de 3.012 km.
O vencedor foi o ciclista Francesco Camusso. Largaram 109 competidores cruzaram a linha de chegada 65 corredores.